# Helianthemum marifolium
Helianthemum marifolium é uma espécie de planta com flor pertencente à família Cistaceae. 
A autoridade científica da espécie é (L.) Mill., tendo sido publicada em Gard. Dict., ed. 8. n. 24. 1768; DC. Fl. Fr. 4: 817.

## Portugal
Trata-se de uma espécie presente no território português, nomeadamente os seguintes táxones infraespecíficos:
- Helianthemum marifolium subsp. marifolium - presente em Portugal Continental. Em termos de naturalidade é nativa da região atrás referida. Não se encontra protegida por legislação portuguesa ou da Comunidade Europeia.
- Helianthemum marifolium subsp. origanifolium - presente em Portugal Continental. Em termos de naturalidade é nativa da região atrás referida. Não se encontra protegida por legislação portuguesa ou da Comunidade Europeia.